# The Ex (película de 1997)
The Ex es una película canadiense de 1997 dirigida por  Mark L. Lester y basada en la novela homónima de John Lutz.

## Trama
Deidre Kenyon (Yancy Butler) es la exesposa de David y tiene la intención de acecharle y arruinar su familia. Ella irá a distancias extremas para hacer esto.

## Lema
Su primera esposa mataría para ser la última

## Reparto
| Actor               | Papel                |
| ------------------- | -------------------- |
| Yancy Butler        | Deidre Kenyon        |
| Suzy Amis           | Molly Kenyon         |
| Nick Mancuso        | David Kenyon         |
| Hamish Tildesley    | Michael Kenyon       |
| John Novak          | Miles                |
| Roger Barnes        | Sam Beltzer          |
| Babs Chula          | Doctor Lillian Jones |
| Barry W. Levy       | Frank                |
| Claire Riley        | Detective Lang       |
| Tom Pickett         | Portero de Kenyons   |
| Allison Warren      | Oficinista de Hotel  |
| Arlene Belcastro    | Vecino de al lado    |
| Barry 'Bear' Horton | Ciclista             |
| Jason Lester        | Chico en cochecito   |